# 迈利 (朗德省)
迈利（法語：Maylis）是法国朗德省的一个市镇，属于达克斯区（Dax）米格龙县（Mugron）。该市镇总面积12.21平方公里，2009年时的人口为337人。

## 人口
迈利人口变化图示